# Elia Zurbriggen
Elia Zurbriggen (* 9. Oktober 1990 in Visp) ist ein ehemaliger Schweizer Skirennfahrer. Er war auf die Disziplinen Riesenslalom und Slalom spezialisiert. Sein Vater Pirmin Zurbriggen und seine Tante Heidi Zurbriggen waren ebenfalls Skirennfahrer.

## Biografie
Im Alter von 15 Jahren nahm Zurbriggen ab Dezember 2005 an FIS-Rennen und nationalen Juniorenrennen teil. In den ersten Jahren konnte er kaum je nennenswerte Erfolge feiern, so dass es ihm nie zu einer Teilnahme an Juniorenweltmeisterschaften reichte. Erst in der Saison 2009/10 begann sich eine gewisse Leistungssteigerung abzuzeichnen. Die ersten Einsätze im Europacup hatte er im Januar 2011.
Obwohl er zuvor nur einmal in die Europacup-Punkteränge gefahren war, startete Zurbriggen am 12. Januar 2013 erstmals im Weltcup. Zwar schied er im Riesenslalom von Adelboden aus, doch sein Auftritt am Chuenisbärgli sorgte für einen grossen Medienrummel – nicht zuletzt wegen seines berühmten Vaters und der allgemein schlechten Leistungen des Schweizer Skiteams in diesem Winter. Rund drei Wochen später folgten die ersten Top-5-Platzierungen im Europacup. Am 24. Februar 2013 fuhr er beim Riesenslalom von Garmisch-Partenkirchen auf Platz 26 und gewann damit die ersten Weltcuppunkte. Schliesslich gelang ihm am 2. März 2013 der erste Sieg in einem Europacup-Riesenslalom.
In der Folge hatte Zurbriggen Mühe, sich im Weltcup zu etablieren, kaum je gelang ihm die Qualifikation für einen zweiten Durchgang. So hatte er im Winter 2014/15 nur ein zählbares Ergebnis, den 13. Platz im Riesenslalom von Åre am 12. Dezember 2014. Nach einer enttäuschenden Saison 2015/16, während der er es nie in den zweiten Durchgang eines Weltcuprennens geschafft hatte, gelang ihm in der Saison 2016/17 eine markante Leistungssteigerung. In den Europacup-Riesenslaloms erzielte er vier Podestplätze, was ihm den Sieg in der Disziplinenwertung einbrachte. Am 4. März 2017 fuhr er im Riesenslalom von Kranjska Gora auf Platz 8 und stiess damit zum einzigen Mal in einem Weltcuprennen in die Top 10 vor. In den zwei folgenden Wintern platzierte er sich sporadisch in den Punkterängen.
Nachdem er in der Saison 2019/20 kein zählbares Ergebnis erzielt hatte, trat Zurbriggen im März 2020 vom aktiven Rennsport zurück. Drei Monate später übernahm er die Leitung des Restaurants «Paradies» in Findeln.

## Erfolge

### Weltcup
- 1 Platzierung unter den besten zehn

### Weltcupwertungen
| Saison  | Gesamt | Gesamt | Riesenslalom | Riesenslalom |
| Saison  | Platz  | Punkte | Platz        | Punkte       |
| ------- | ------ | ------ | ------------ | ------------ |
| 2012/13 | 133.   | 8      | 45.          | 8            |
| 2013/14 | 126.   | 9      | 45.          | 9            |
| 2014/15 | 117.   | 20     | 33.          | 20           |
| 2015/16 | 161.   | 1      | 57.          | 1            |
| 2016/17 | 104.   | 32     | 35.          | 32           |
| 2017/18 | 85.    | 52     | 27.          | 52           |
| 2018/19 | 110.   | 30     | 33.          | 30           |

### Europacup
- Saison 2016/17: 10. Gesamtwertung, 1. Riesenslalomwertung
- 6 Podestplätze, davon 4 Siege:

| Datum            | Ort      | Land        | Disziplin    |
| ---------------- | -------- | ----------- | ------------ |
| 2. März 2013     | Soldeu   | Andorra     | Riesenslalom |
| 9. Februar 2017  | Jasná    | Slowakei    | Riesenslalom |
| 17. Februar 2017 | Oberjoch | Deutschland | Riesenslalom |
| 10. März 2017    | Innichen | Italien     | Riesenslalom |

### Weitere Erfolge
- 3 Siege in FIS-Rennen